# Kanton Toul-Sud
Toul-Sud is een voormalig kanton van het Franse departement Meurthe-et-Moselle. Het kanton maakte deel uit van het arrondissement Toul tot het op 22 maart 2015 werd opgeheven. De gemeente Sexey-aux-Forges werd opgenomen in het in dezelfde dag gevormde kanton Neuves-Maisons en Blénod-lès-Toul, Bulligny, Crézilles, Moutrot en Ochey in het eveneens op die dag gevormde kanton Meine au Saintois.

## Gemeenten
Het kanton Toul-Sud omvatte de volgende gemeenten:
- Bicqueley
- Blénod-lès-Toul
- Bulligny
- Charmes-la-Côte
- Chaudeney-sur-Moselle
- Choloy-Ménillot
- Crézilles
- Domgermain
- Gye
- Mont-le-Vignoble
- Moutrot
- Ochey
- Pierre-la-Treiche
- Sexey-aux-Forges
- Toul (deels, hoofdplaats)
- Villey-le-Sec